# L'Ouche aux brebis
L'Ouche aux brebis est un roman de Germain Rallon publié en 1941 dans la collection NRF chez Gallimard. La première version, Deux Larmes, portait le sous-titre « roman du terroir ». Ce roman raconte la vie d'une communauté paysanne vers 1900 à Aubigny dans les Deux-Sèvres. Un fac-similé a été publié en 1988 par Geste Éditions.